# Ad hoc
Ad hoc es una locución latina que significa literalmente «para esto».
Generalmente se refiere a una solución específicamente elaborada para un problema o fin preciso y, por tanto, no generalizable ni utilizable para otros propósitos. 
En sentido amplio, ad hoc en el mundo científico se llama a algo que es una excepción a la ley establecida, por ejemplo se añade un tribunal por fuera del sistema ordinario para un caso específico.

## Ciencia y filosofía
En filosofía y ciencia, una hipótesis ad hoc es una hipótesis propuesta para explicar un hecho que contradice una teoría, es decir, para salvar una teoría de ser rechazada o refutada por sus posibles anomalías y problemas que no fueron anticipados en la manera original. Filósofos y científicos se comportan de manera escéptica ante las teorías que continuamente, y de manera poco elegante, realizan “ajustes ad hoc”, una característica de las teorías pseudocientíficas. Gran parte del trabajo científico recae en la modificación de las teorías o hipótesis ya existentes, pero estas modificaciones se diferencian de las modificaciones ad hoc en que los nuevos cambios proponen a su vez nuevos medios o contraejemplos para ser falsificados o refutados. Es decir, la teoría tendría que cumplir con las nuevas contenciones junto con las anteriores.
Algunas hipótesis no son suficientes por sí solas y requieren que se las ponga en conjunción con otras, que tienen un carácter instrumental o auxiliar, y a las que se denomina “hipótesis auxiliares”. Estas hipótesis cumplen el papel de premisas adicionales, y se supone que deben cumplir dos requisitos, que son:
1. Ser falsables.
2. Ser contrastadas con anterioridad o con independencia de las hipótesis fundamentales.

De no cumplirse estos requisitos, se dirá que se trata de una hipótesis ad hoc. O en otras palabras, es un enunciado irrefutable destinado a “blindar” a la hipótesis principal para salvarla de la falsación.

## Derecho
Como término jurídico, ad hoc puede ser interpretado como «para fin específico». Por ejemplo, un “abogado ad hoc” significa que es un abogado nombrado o designado para ese caso concreto. Por el mismo motivo, una norma ad hoc o un contrato ad hoc sería aquel o aquella que han sido elaborados para una situación concreta, y que tendrán poca o nula aplicabilidad más allá de esa situación.
De igual manera es utilizado para los domicilios de los abogados, cuando pertenecen a otra jurisdicción y deben elegir un domicilio ad hoc en la jurisdicción donde se encuentra ventilando un caso, razón para la cual eligen el domicilio ad hoc para ese caso específico.

## Medicina
Esta locución se utiliza para hacer referencia a «grupos o comités ad hoc» creados con un fin específico para llegar a elaborar un consenso unificado en determinados temas.
En derecho médico también se usa en conjunción al término lex artis ya que esta no es aplicable de forma general, sino a una situación específica o a un profesional en cuestión.

## Telecomunicaciones e informática
En redes de comunicación o redes de computadoras, una red ad hoc es aquella (especialmente inalámbrica) en la que no hay un nodo central, sino que todos los dispositivos están en igualdad de condiciones. Ad hoc es el modo más sencillo para el armado de una red. Solo se necesita contar con 2 placas o tarjetas de red inalámbricas (de la misma tecnología). Una vez instaladas en los PC se utiliza el software de configuración del fabricante para configurarlas en el modo ad hoc, definiendo el identificador común que utilizarán (SSID). Este modo es recomendable solo en caso de que se necesite una comunicación entre no más de dos dispositivos. Son por ejemplo redes ad hoc las que se crean de forma espontánea, sin una infraestructura específica y funcionando en un espacio y tiempo limitados.
En informática, el término también se utiliza para referirse a consultas en bases de datos ad hoc querying o ad hoc reporting. Esto implica que el sistema permite al usuario personalizar una consulta en tiempo real, en vez de estar atado a las consultas prediseñadas para informes. Generalmente las consultas ad hoc permiten a los usuarios con poca experiencia en SQL tener el mismo acceso a la información de la base de datos, para esto los sistemas que soportan ad hoc poseen interfaces gráficas de usuario (GUI) para generarlas.
En ingeniería de software, el término también se utiliza para referirse a la manera de trabajo en donde se busca únicamente lograr un desarrollo que dé respuesta al problema en el que se está trabajando, sin dotar al desarrollo de la necesaria modularidad que permita reutilizar sus componentes en el futuro.
En la notación para el modelado de procesos de negocio (BPMN) se emplea este término como “subproceso ad-hoc” y se refiere a un conjunto de actividades agrupadas sin un orden lógico preestablecido de ejecución. Estos subprocesos, o fragmentos de procesos de negocio, se representan por actividades sin conexión, esto significa que desde una actividad se puede continuar hacia cualquier otra. El orden de ejecución de actividades se establece durante la ejecución del proceso de acuerdo a condiciones del negocio justo en el momento de llevar este a cabo.